# Домамеричский сельсовет (Климовичский район)
Домамеричский сельсовет (белор. Дамамерыцкі сельсавет) — административная единица на территории Климовичского района Могилёвской области Белоруссии. Административный центр — агрогородок Полошково.

## Состав
Включает 11 населённых пунктов:
- Барсуки — деревня.
- Борисовка — деревня.
- Ганновка — деревня.
- Домамеричи — деревня.
- Залесье — деревня.
- Новые Домамеричи — деревня.
- Пеньковка — деревня.
- Полошково — агрогородок.
- Ходунь — деревня.
- Хотовиж — деревня.
- Церковище — деревня.

## Достопримечательность
- Памятник-самолёт Су-9 в бывшем военном городке Кричев-6 в посёлке Барсуки. Является памятником лётчикам 28-го истребительного авиационного полка ПВО (в/ч 35468), базировавшегося здесь до 1993 года.